# Werner Heisenberg
Werner Karl Heisenberg (5 tháng 12 năm 1901 – 1 tháng 2 năm 1976) là một nhà vật lý nổi danh của thế kỷ 20. Ông là một trong những người sáng lập ra thuyết cơ học lượng tử và đoạt giải Nobel vật lý năm 1932.

## Tiểu sử
Ông sinh ra ở Würzburg, Đức và qua đời tại München. Trong thời kỳ thế chiến thứ 2, Heisenberg là người đứng đầu Dự án năng lượng nguyên tử của Đức Quốc Xã, mặc dù bản chất của dự án này và các công việc của ông trong vị trí này vẫn còn tranh cãi. Dù vậy sau chiến tranh thế giới thứ 2 ông đã không bị tòa án quốc tế xét xử một phần vì dự án của ông vẫn còn đang dang dở và ông được trả trở về Đức. Ông nổi tiếng nhất với việc khám phá ra một trong những nguyên lý quan trọng nhất của vật lý hiện đại, nguyên lý bất định của Heisenberg.
Ông từng là học trò rồi là người đồng nghiên cứu với nhà vật lý nổi tiếng Niels Bohr.

## Sự nghiệp
- Nguyên lý Heisenberg: Ông đã viết câu sau đây năm 1927, tóm lược nguyên lý bất định của ông:

The more precisely the position is determined, the less precisely the momentum is known in this instant, and vice versa.
Vị trí càng được xác định chính xác bao nhiêu thì động lượng càng ít được biết chính xác bấy nhiêu tại thời điểm đó, và ngược lại.